# Expo 2025
Koordinaten: 34° 38′ 59″ N, 135° 23′ 0″ O

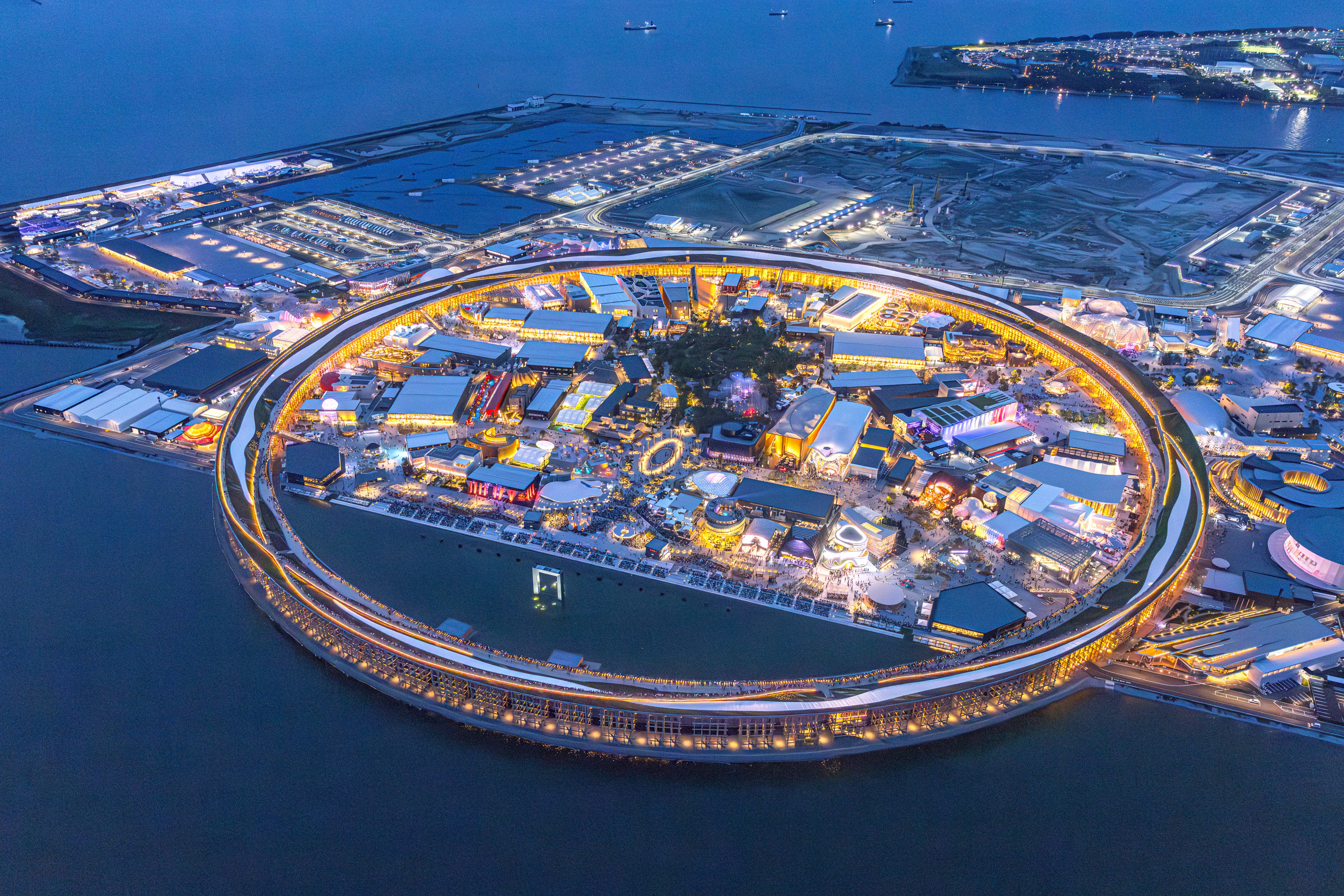
Luftbild des Geländes

Die Weltausstellung Expo 2025 findet vom 13. April bis zum 13. Oktober 2025 in Osaka, Japan statt. Der Austragungsort wurde am 23. November 2018 durch das Bureau International des Expositions (BIE) ausgewählt. Weitere Bewerber waren Jekaterinburg, Baku und Paris. Die Ausstellung steht unter dem Motto Designing Future Society for Our Lives (deutsch „Die zukünftige Gesellschaft für unsere Leben gestalten“). Es ist die zweite Weltausstellung in der Präfektur Osaka nach der Expo ’70, welche in Suita, einem Vorort von Osaka, stattfand.

## Geschichte

### Vergabe
Am 22. November 2016 reichte Frankreich mit Paris seine Kandidatur für die Expo 2025 beim BIE ein. Mit dieser Einreichung begann das Ausschreibungsverfahren für die Ausstellung, in dem andere Städte sechs Monate Zeit hatten, ihre Bewerbungen einzureichen. Am 22. Mai 2017 wurde das Zeitfenster geschlossen und es gab vier potenzielle Städte:
- Japan – Osaka
- Aserbaidschan – Baku („Human Capital“)[3]
- Russland – Jekaterinburg („Changing the World: Inclusive Innovations – for Our Kids and Future Generations“)[4]

Zurückgezogene Bewerbungen
- Frankreich – Paris („Sharing our Knowledge, Caring for our Planet“)[5]

Frankreich zog seine Kandidatur am 21. Januar 2018 zurück. Grund hierfür waren finanzielle Bedenken und Proteste gegen Präsident Emmanuel Macron.
Auf der 164. Generalversammlung des BIE am 23. November 2018 wurde der Gewinner ausgewählt. Im ersten Wahlgang lag Osaka bereits mit 85 Stimmen vor Jekaterinburg, das 48 Stimmen bekam, während Baku mit 23 Stimmen ausschied. Im zweiten Wahlgang gewann Osaka dann mit 92:61 Stimmen gegen Jekaterinburg.
| Bewerber                 | 1. Runde | 2. Runde |
| ------------------------ | -------- | -------- |
| Japan – Osaka            | 85       | 92       |
| Aserbaidschan – Baku     | 23       | –        |
| Russland – Jekaterinburg | 48       | 61       |

### Verlauf
Im Vorfeld wurden acht Millionen Tickets verkauft, sechs Millionen weniger als erwartet. Stand Ende März war aufgrund verschiedener Verzögerungen wie Arbeitermangel und begrenzter Zugänglichkeit der als Austragungsort dienenden Insel Yumeshima erst ein Fünftel der Länderpavillons fertiggestellt.
Die Eröffnungsveranstaltung fand am 12. April im Beisein von Kaiser Naruhito und Premierminister Shigeru Ishiba statt, erst am Folgetag durften alle Besucher auf das Gelände.

## Thema
Motto der Ausstellung ist Designing Future Society For Our Lives (deutsch „Die zukünftige Gesellschaft für unser Leben gestalten“). Dieses ist aufgeteilt in die Unterthemen Saving Lives (Leben retten, beispielsweise Katastrophenschutz und Gesundheit), Empowering Lives (Leben stärken, beispielsweise Roboter und Künstliche Intelligenz) und Connecting Lives (Leben verbinden, beispielsweise Gesellschaft und Kommunikation). Diese Themen sollen unter dem Konzept People's Living Lab aufbereitet und präsentiert werden.

## Gelände
Die Expo findet auf der künstlichen Insel Yumeshima (deutsch: Trauminsel) statt, die 1991 ursprünglich als Schutthalde angelegt wurde. Sie befindet sich am westlichen Ende von Osaka, im Stadtbezirk Konohana-ku und in der Nähe der Mündung des Flusses Yodo. Ab der Fertigstellung wird die Insel eine Fläche von 390 ha aufweisen.
Die Länderpavillons und weiteren Gebäude sind vom Grand Ring umgeben, einer zwanzig Meter hohen hölzernen Ringstruktur mit 675 Metern Durchmesser und etwas unter zwei Kilometern Umfang, die weltweit die größte ihrer Art ist und das Konzept von „Vielfalt in Einheit“ abbilden soll. Die Besucher können auf dem begrünten Dach das Gelände auf einem Skywalk umrunden.

## Teilnehmer

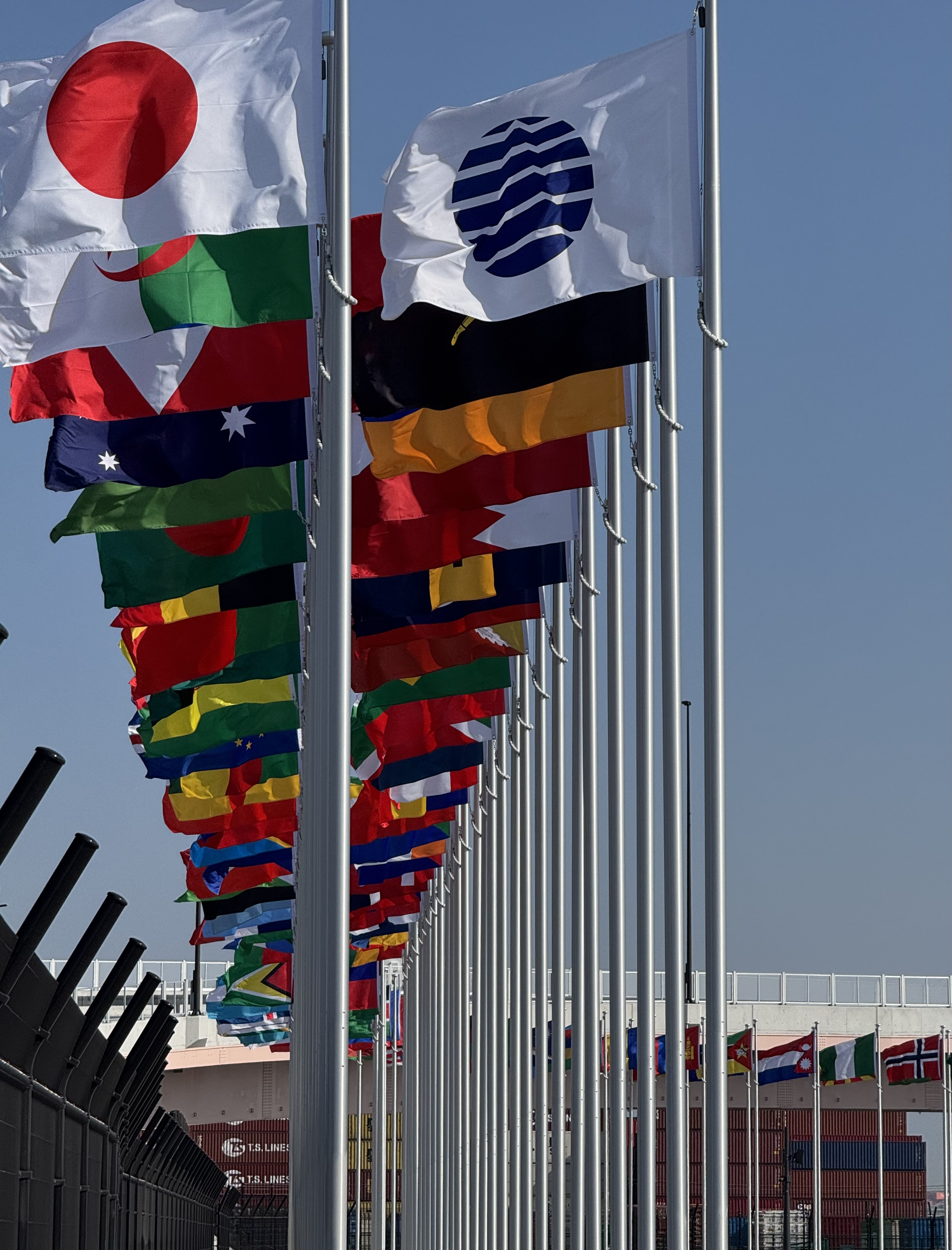
Flaggen der teilnehmenden Länder auf dem Gelände

158 Länder nehmen an der Expo teil, darunter Deutschland, Österreich, Luxemburg und die Schweiz.
47 Länder sind mit einem eigenen Pavillon repräsentiert. Ebenso sind neun internationale Organisationen in Osaka vertreten, darunter die Europäische Union, die Vereinten Nationen und die Afrikanische Union.

## Verkehr
Für die Expo wurde eine 3,2 Kilometer lange Verlängerung der „Chūō“-Linie 4 der U-Bahn Osaka errichtet, die durch den bestehenden Yumesaki-Tunnel auf die Insel führt. Die neue Station wurde im Januar 2025 eröffnet.
Die Insel ist außerdem über die Yumemai-Brücke von der benachbarten, ebenfalls künstlichen Insel Maishima aus zu erreichen, die wiederum über die Konohana-Brücke mit dem japanischen Hauptland verbunden ist.
Eine ursprünglich geplante Verbindung mit Flugtaxis wurde von allen interessierten Unternehmen aufgegeben, nachdem die japanischen Behörden nicht alle notwendigen Genehmigungen erteilt hatten.

## Marketing

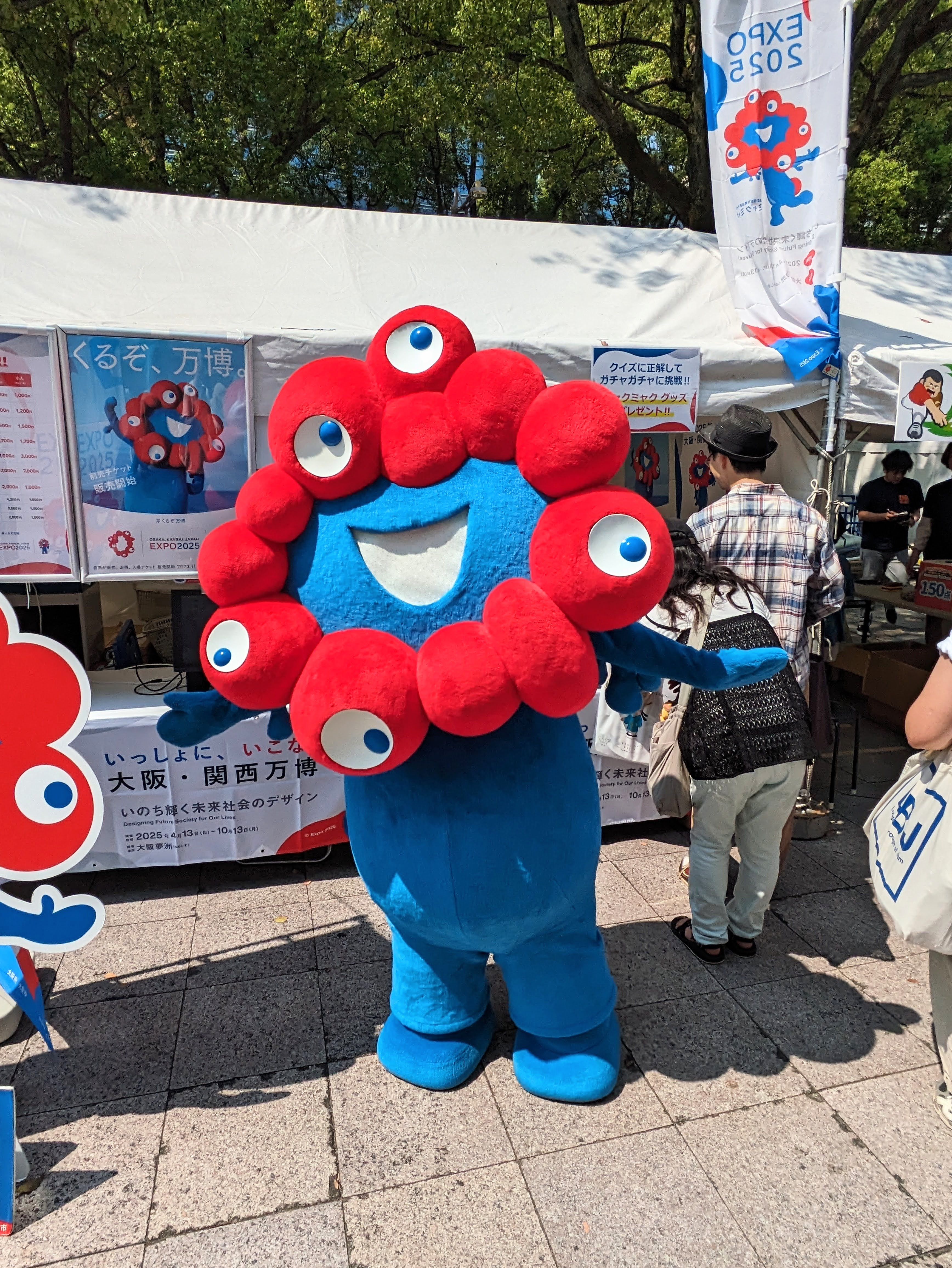
Das Maskottchen Myaku Myaku

Das Maskottchen der Expo wurde im Juli 2022 aus über 33.000 Einsendungen ausgewählt und erhielt den Namen Myaku Myaku, der für ein Weiterreichen von Generation zu Generation steht.

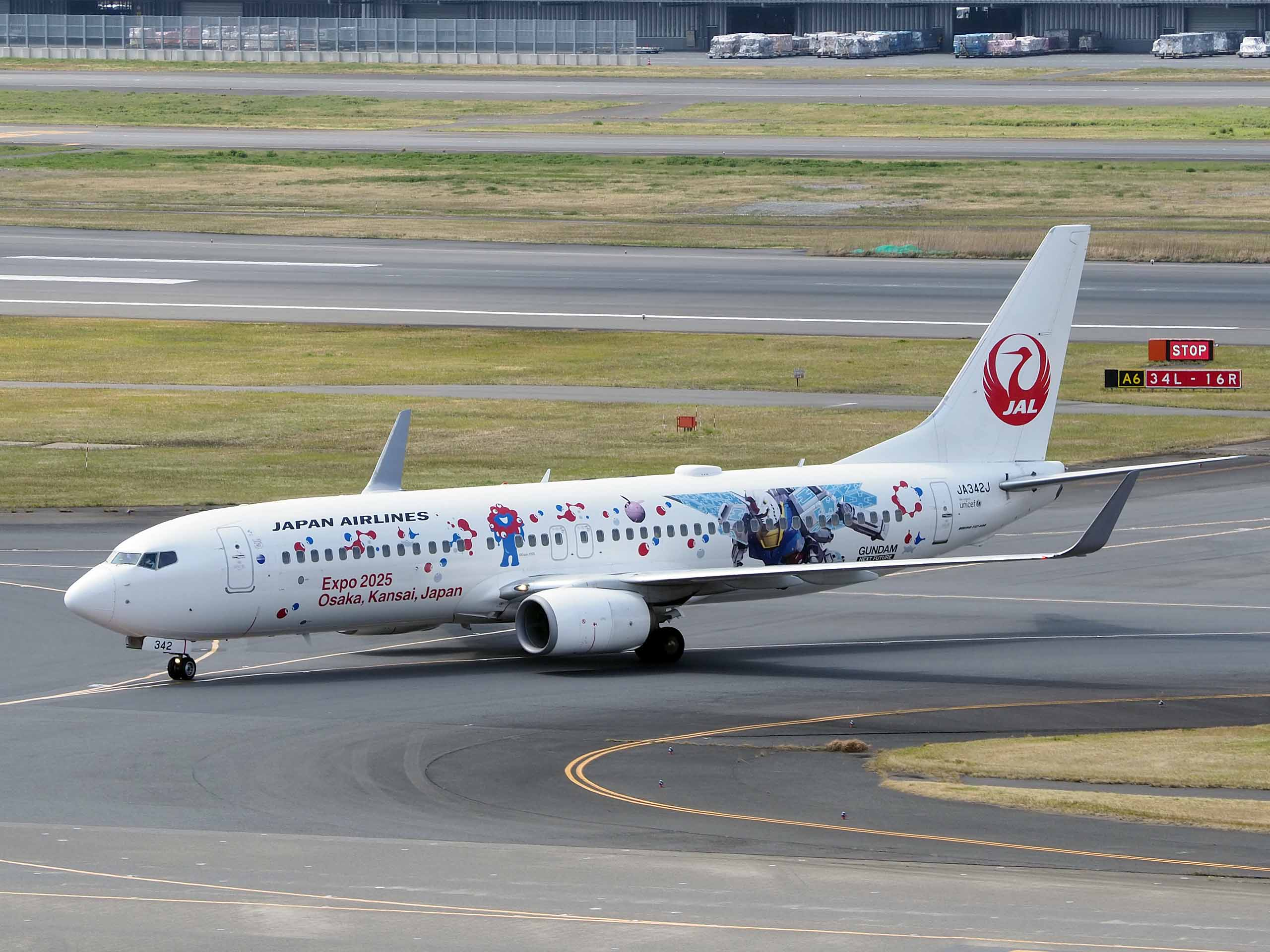
Flugzeug JA342J der Japan Airlines mit Expo-Außenbemalung

Im Vorfeld der Expo wurden mehrere Flugzeuge der staatlichen Fluggesellschaft Japan Airlines mit Werbung für die Weltausstellung bemalt.

## Nachnutzung
Einige der Gebäude wie der Grand Ring sollen nach Ende der Ausstellung wieder dem Materialkreislauf zugeführt werden. Das Gelände selbst soll zu einem Tourismusareal mit Hotels und Einkaufszentren umgebaut werden, weitere Vorschläge umfassen einen Wasser- und Freizeitpark und eine Formel-1-Rennstrecke.